# Saison 2003-2004 du LOSC Lille Métropole
Maillots
Chronologie
Saison précédente Saison suivante
La saison 2003-2004 du LOSC Lille Métropole est la quarante-quatrième saison du club nordiste en première division du championnat de France, la quatrième consécutive au sein de l'élite du football français.

## Compétitions

### Championnat
La saison 2003-2004 de Ligue 1 est la soixante-sixième édition du championnat de France de football et la deuxième sous l'appellation « Ligue 1 ». La division oppose vingt clubs en une série de trente-huit rencontres. Les meilleurs de ce championnat se qualifient pour les coupes d'Europe que sont la Ligue des Champions (le podium) et la Coupe UEFA (voir la section consacrée sur les qualifications pour les coupes d'Europe).
Parmi ces vingt clubs, trois proviennent du championnat de Ligue 2 2002-2003 : le Toulouse FC est promu en tant que champion de Ligue 2, et Le Mans UC et le FC Metz en tant que deuxième et troisième. Les trois promus de la saison précédente sont également présents : l'AC Ajaccio, le RC Strasbourg et l'OGC Nice.
Le Vendredi 1er août 2003, le LOSC s'impose en match d'ouverture du Championnat de France 2003-2004 contre le champion en titre : Lille - Lyon 1-0

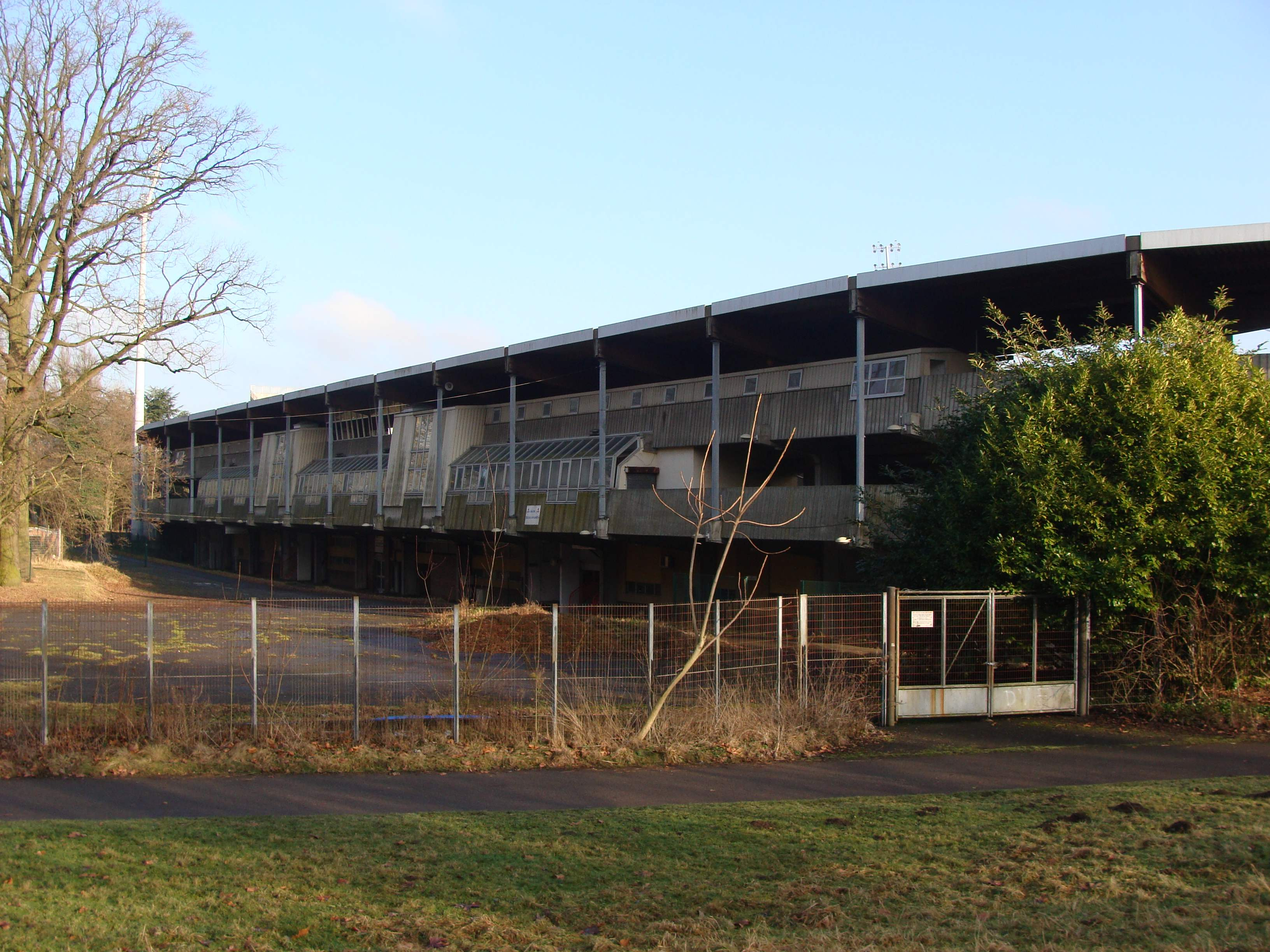
Cette saison est la dernière disputée au Stade Grimonprez-Jooris

Cette saison est la dernière au stade Grimonprez-Jooris, le LOSC sera délocalisé au Stadium Nord pendant la durée des travaux de rénovation. Le dernier match se soldant par une victoire 2-0 face à Bastia avec un but de Matt Moussilou dans les dernières minutes.